# Chris John
Yohannes Christian John (ur. 14 września 1979 w Dżakarcie) – indonezyjski bokser, były zawodowy mistrz świata organizacji WBA w kategorii piórkowej (do 126 funtów).
Pierwszy zawodowy pojedynek stoczył w czerwcu 1998. 1 listopada 2002, w swojej 29. walce, pokonał na punkty przyszłego mistrza świata WBO, Ratanachai Sor Vorapina.
26 września 2003 zdobył tytuł tymczasowego mistrza świata WBA, pokonując na punkty po niejednogłośnej decyzji sędziów Oscara Leona. Był to tytuł tymczasowy – ponieważ posiadacz „regularnego” tytułu mistrza świata WBA, Derrick Gainer, nie mógł go bronić z powodu kontuzji. Krótko po tym pojedynku John został pełnoprawnym posiadaczem pasa mistrzowskiego WBA w kategorii piórkowej, ponieważ Gainer przegrał pojedynek z Juanem Manuelem Márquezem (Marquez dostał status tzw. Super Championa, ponieważ posiadał wygrywając z Gainerem stał się posiadaczem pasów mistrzowskich dwóch organizacji – WBA i IBF).
W 2004 obronił swój tytuł dwa razy. W czerwcu pokonał byłego mistrza świata WBA w kategorii junior piórkowej, Osamu Sato. Sześć miesięcy później zremisował z Jose Rojasem z powodu dużego rozcięcia głowy po przypadkowym zderzeniu głowami w czwartej rundzie. Rojas zastąpił w tym pojedynku Gainera, który odmówił podpisania kontraktu na walkę z Johnem.
W następnym roku stoczył dwie zwycięskie walki. 22 kwietnia pokonał na punkty oficjalnego pretendenta do tytułu, byłego mistrza WBA w tej kategorii, Derricka Gainera, mimo że już w pierwszej rundzie leżał na deskach. W sierpniu wygrał przez techniczny nokaut w dziesiątej rundzie z Tommy Brownem.
4 marca 2006 po bardzo wyrównanej walce wygrał na punkty z Juanem Manuelem Márquezem. Sześć miesięcy później, we wrześniu 2006, pokonał, także na punkty, boksera z Panamy, Renana Acostę
W marcu 2007 po raz drugi zmierzył się z Jose Rojasem – tym razem wygrał pojedynek jednogłośną decyzją sędziów na punkty. 19 sierpnia 2007, w swojej ósmej obronie, pokonał Japończyka Zaiki Takemoto (RTD w 9 rundzie).
W 2008 stoczył dwie walki. W styczniu pokonał Roineta Caballero. Sędzia zakończył walkę po tym jak trener Caballero w przerwie między siódmą i ósmą rundą wrzucił na ring ręcznik, poddając tym samym swojego zawodnika. Dziewięć miesięcy później w Tokio wygrał z niepokonanym wcześniej Japończykiem Hiroyuki Enoki. Bezpośrednio po powrocie do Dżakarty John musiał poddać się operacji ran pod prawym i ponad lewym okiem. Założono mu 70 szwów.
28 lutego 2009 roku zremisował ze srebrnym medalistą olimpijskim z Sydney, Rocky Juarezem. Wszyscy sędziowie punktowali w stosunku 114-114. Dzięki remisowi John obronił tytuł mistrza świata. 19 września tego samego roku doszło do walki rewanżowej obu pięściarzy. Tym razem lepszy okazał się John, wygrywając pojedynek na punkty po jednogłośnej decyzji sędziów.